# چزاره سالوادوری
چزاره سالوادوری (ایتالیایی: Cesare Salvadori؛ زادهٔ ۲۲ سپتامبر ۱۹۴۱) شمشیرباز اهل ایتالیا است.
وی در مسابقات کشوری و بین‌المللی در مجموع برندهٔ ۱ مدال طلا، ۲ مدال نقره شده‌است.